# Timpul considerat ca o spirală de pietre semiprețioase
„Timpul considerat ca o spirală de pietre semiprețioase” (în engleză „Time Considered as a Helix of Semi-Precious Stones”) este o povestire științifico-fantastică a scriitorului american Samuel R. Delany, publicată în numărul din decembrie 1968 al revistei New Worlds. A primit premiul Hugo pentru cea mai bună povestire în 1970 și premiul Nebula pentru cea mai bună nuveletă în 1969.

## Prezentare
Povestirea este un microcosmos perfect al tematicilor timpurii și al inovațiilor stilistice ale lui Samuel R. Delany. Protagonistul Harold Clancy Everet (HCE) este 1) un orfan, 2) un tânăr rebel și 3) un hoț de carieră. Însoțitorul său, pentru principalele evenimente din povestire, Hawk, este 1) un poet adolescent, 2) o persoană de pe stradă/un hippy și 3) un deviat sexual al persuasiunii masochiste (poate sinucigaș).
Povestirea este narată la persoana I. La șaisprezece ani HCE a părăsit orfelinatul. HCE este un criminal profesionist, căutând să-și îmbunătățească mult în viață. El este, de asemenea, destul de nervos și paranoic în ceea ce privește lumea din jurul său, în ciuda succeselor sale evidente. El își schimbă în mod constant numele în timpul poveștii și este, de asemenea, un maestru al schimbării rapide a costumelor și al deghizării. 
De mic copil el a fost trimis să lucreze la o fermă de lapte extrem de automatizată din statul Vermont, deși „vacile” erau practic mase inerte de țesut stivuite într-un hambar și agățate la tuburi. Apoi a furat elicopterul fermierului, s-a îmbătat și a aterizat pe acoperișul clădirii Pan Am. Trimis la închisoare, s-a jurat ca în viitor să evite astfel de greșeli și nu s-a mai prezentat niciodată sub numele de Harold Clancy Everet.
Povestea are loc în NY, unde HCE ajunge din Bellona, din afara lumii, cu o servietă plină de mărfuri furate (nespecificate), probabil bijuterii, pe care speră să le vândă. HCE se îndreaptă direct spre un bar unde o întâlnește pe Maud - o femeie mai în vârstă îmbrăcată elegant, care se dovedește a fi de la „Serviciile speciale”, un braț secret al poliției.  Maud este ceea care pomenește despre pietrele semiprețioase din titlu - în conversația cu HCE. Ea îi atrage atenția că poartă o piatră de jasp la mână.
Maud îl informează pe HCE că a ajuns în atenția diviziei sale, deoarece infractorii mărunți și mafioții majori nu merită să fie urmăriți, dar orice persoană mobilă care începe să aibă venituri atrage atenția procesului lor de modelare computerizată - și el se află în această categorie. Apoi au loc mai multe evenimente  într-o succesiune rapidă: mulțimea din bar începe o bătaie serioasă; cineva cade mort pe trotuar,  HCE scapă de poliție și se întâlnește cu cântărețul Hawk, Hawk îi examinează marfa  și-i recomandă lui HCE o petrecere din apropiere  într-un penthouse, unde gazda bogată poate fi un potențial cumpărător. HCE îl întâlnește aici pe Arty Hawk, un șef al mafiei consacrat.

## Traduceri
În limba română a apărut în Jurnalul SF nr. 45-46, povestirea fiind tradusă de Mihai-Dan Pavelescu.

## Vezi și
- 1968 în științifico-fantastic